# Ботвинівська сільська рада
Ботви́нівська сільська́ ра́да — адміністративно-територіальна одиниця та орган місцевого самоврядування у Христинівському районі Черкаської області. Адміністративний центр — село Ботвинівка.

## Загальні відомості
- Населення ради: 637 осіб (станом на 2001 рік)

## Населені пункти
Сільській раді були підпорядковані населені пункти:
- с. Ботвинівка
- с. Гребля

## Склад ради
Рада складалася з 12 депутатів та голови.
- Голова ради: Форостяний Петро Федорович
- Секретар ради: Шаповал Лілія Іванівна

### Керівний склад попередніх скликань
| Прізвище, ім'я, по батькові | Основні відомості                                    | Дата обрання | Дата звільнення |
| --------------------------- | ---------------------------------------------------- | ------------ | --------------- |
| Кухар Тетяна Анатоліївна    | Сільський голова, 1959 року народження, позапартійна | 26.03.2006   | 31.10.2010      |
| Форостяний Петро Федорович  | Сільський голова, 1959 року народження, освіта вища  | 31.10.2010   |                 |

Примітка: таблиця складена за даними сайту Верховної Ради України

### Депутати
За результатами місцевих виборів 2010 року депутатами ради стали:

#### За суб'єктами висування
| Суб'єкт висування            | Кількість обраних депутатів | %    |
| ---------------------------- | --------------------------- | ---- |
| Самовисування                | 9                           | 75   |
| Соціалістична партія України | 2                           | 16,7 |
| Комуністична партія України  | 1                           | 8,3  |

#### За округами
| № округу                     | Прізвище, ім'я, по батькові    | Дата визнання обраним | Освіта             | Партійна приналежність             | Відомості про обраного депутата                                          |
| ---------------------------- | ------------------------------ | --------------------- | ------------------ | ---------------------------------- | ------------------------------------------------------------------------ |
| Комуністична партія України  |                                |                       |                    |                                    |                                                                          |
| 5                            | Божко Людмила Василівна        | 06.11.2010            | середня спеціальна | позапартійна                       |                                                                          |
| Соціалістична партія України |                                |                       |                    |                                    |                                                                          |
| 3                            | Шаповал Лідія Іванівна         | 06.11.2010            | середня            | член Соціалістичної партії України |                                                                          |
| 10                           | Хоменко Валентина Іванівна     | 06.11.2010            | вища               | член Соціалістичної партії України | Відділення поштового зв'язку с. Ботвинівка, начальник                    |
| Самовисування                |                                |                       |                    |                                    |                                                                          |
| 1                            | Гвоздінська Валентина Іванівна | 06.11.2010            | середня спеціальна | позапартійна                       | ТОВ ЛатАгроІнвест, бухгалтер                                             |
| 2                            | Репетій Григорій Арсеньович    | 06.11.2010            | середня            | позапартійний                      | пенсіонер                                                                |
| 4                            | Хитровська Неля Пилипівна      | 06.11.2010            | середня спеціальна | позапартійна                       |                                                                          |
| 6                            | Драчук Валентина Миколаївна    | 06.11.2010            | середня            | позапартійна                       | пенсіонер                                                                |
| 7                            | Гончарук Наталія Станіславівна | 06.11.2010            | вища               | позапартійна                       | відділ культури Христинівської РДА, бухгалтер                            |
| 8                            | Сонгаль Людмила Яківна         | 06.11.2010            | вища               | позапартійна                       | Ботвинівська загальноосвітня школа, вчитель математики та іноземної мови |
| 9                            | Федіна Ольга Сергіївна         | 06.11.2010            | середня спеціальна | позапартійна                       | тимчасово не працює                                                      |
| 11                           | Шкатюк Михайло Якович          | 06.11.2010            | середня спеціальна | позапартійний                      | пенсіонер                                                                |
| 12                           | Терещук Віталій Анатолійович   | 06.11.2010            | середня спеціальна | позапартійний                      | Ботвинівська загальноосвітня школа, оператор котельні                    |

## Природно-заповідний фонд
На землях, що належать сільській раді, розташовано заказник місцевого значення «Кам'яний Яр».